# 前田大
前田 大（まえだ ひろし、1979年4月27日 - ）は、日本のプロレスラー、空手家。大阪府岸和田市出身。得意技は左ハイキック。入場曲は『ROCK BOX』（RUN DMC）。

## 経歴
- 2003年 バーリトゥード空手西日本タイトル獲得
- 2012年 FFFプロレスリング第4戦でプロレスデビューで冨宅飛駆にKO勝ち